# A Little Thing Called First Love
A Little Thing Called First Love (en chino simplificado, 初恋那件小事; pinyin, Chūliàn nà jiàn xiǎoshì) es una serie de televisión china de drama y romance, protagonizada por Lai Kuan-lin, Zhao Jinmai, Wang Runze y Chai Wei.
La serie fue emitida originalmente por Hunan Television desde el 23 de octubre hasta el 21 de noviembre de 2019 los martes, miércoles, jueves y viernes durante 36 episodios.

## Sinopsis
Xia Miao Miao es una estudiante tímida e interesada en el arte, que se enamora de Liang Younian, un compañero de clase apuesto y aplicado, el más popular de la escuela. Por Younian, y con ayuda de sus amigos, Xia Miao Miao decide mejorar su personalidad: ella empieza a aprender sobre moda, se une a varios clubes escolares, y estudia mucho para mejorar sus notas en clase. Su vida ordinaria empieza a mejorar cada día que pasa.

## Reparto

### Reparto principal
Lai Kuan-lin como Liang Younian
Un estudiante modelo que quiere estudiar arquitectura. Su madre era una excelente arquitecta que falleció hace unos años. Él y Lin Kaituo solían ser buenos amigos, pero se enemistaron porque la madre de Kaituo se casó con su padre. Ellos se reconciliaron después. Antes creía considerar a Miao Miao como su hermana menor, pero luego se da cuenta de que realmente está enamorado de ella. Miao Miao se le declaró primero, y él hace lo mismo más tarde. Tuvo la oportunidad de ir a la Universidad de Edimburgo como estudiante de intercambio, pero renunció a ella cuando le ofrecieron trabajar en el proyecto que su madre no pudo concluir. Él y Miao Miao terminan porque Miao Miao pensaba que Younian no era honesto en cuanto a sus sentimientos por ella, pero un año después, regresa con Miao Miao, y finaliza su proyecto.
Zhao Jinmai como Xia Miao Miao
Una niña normal de apariencia y notas promedio, que decide cambiar porque está enamorada de Liang Younian, y termina convirtiéndose en una excelente y bella diseñadora de moda. Ella parece tímida pero realmente es asertiva. Para mejorar sus habilidades en el dibujo asistió a las clases del padre de Liang Younian un profesor de arte. Ella siempre quiso estudiar diseño de moda, pero su madre la cambió a la carrera de arquitectura en la Universidad de Haicheng. Después, terminó por cambiarse de regreso a la facultad de disen̂o de moda, en parte porque Liang Younian apoyó su decisión. Ella se enamoró de Liang Younian desde que lo vio por segunda vez en el colegio, pero siempre fue muy tímida y no se declaró hasta que supo que Younian se iba a Edimburgo. Él también se le declaró y se volvieron pareja. Como no querían estar separados, Miao Miao se postuló en un programa de intercambio para la Universidad de Birmingham, sin embargo, Younian decidió quedarse para terminar el proyecto inconcluso de su madre, pero no pudo decirle a Miao Miao porque no quería que ella renunciara a su oportunidad por él. Cuando Miao Miao se enteró, rompió con él porque ella pensó que Younian no la quería tanto como para serle honesto en todo. Un año después, Miao Miao regresó a Haicheng y rechazó a Wang Yutian después de que se le declarara, y se reconcilió con Younian después de que se confesó por segunda vez.
Wang Runze como Lin Kaituo
Siempre consideró a su padre como un gran modelo a seguir, pero en realidad, su padre era un ludópata, motivo por el cual su madre se divorció de él. Su mejor amigo era Liang Younian, pero se enemistó con él cuando su madre y el padre de Younian se casan; pero terminan reconciliándose más tarde. Él quiere ser mejor que Liang Younian en muchos aspectos, y fue admitido en la Facultad de Arquitectura de la Universidad de Haicheng. Kaituo realiza trabajos de medio tiempo para no pedirle dinero a sus padres. Él y Miao Miao se sientan en el mismo banco en el bachiller, y está enamorado de ella; y cuando le confiesa su amor ella lo rechaza. Cuando He Xin empieza a ignorarlo, se da cuenta de que realmente está enamorado de He Xin, y termina confesándoselo.
Chai Wei como He Xin
Es la prima menor de Liang Younian, y la mejor amiga de Xia Miao Miao. Estudia periodismo en la Universidad de Haicheng, y está enamorada de Lin Kaituo desde pequeña. Después de que Lin Kaituo le confesara su amor a Miao Miao, ella se distancia de Miao Miao y después ambas se reconcilian, aunque intenta superar a Lin Kaituo desde entonces. Lin Kaituo descubre más tarde que está enamorado de ella, así que se vuelven pareja al final.